# Petit-Mars
Petit-Mars é uma comuna francesa na região administrativa da Pays de la Loire, no departamento de Loire-Atlantique. Estende-se por uma área de 25,97 km². Em 2010 a comuna tinha 3 728 habitantes (densidade: 143,6 hab./km²).